# Русь (народ)
Русь (др.-рус. и церк.-слав. рѹсь, ср.-греч. ‛ϱῶϛ, лат. Rhos, араб. ar-ros‎, совр. рус.  также русы) — народ (или социальная группа), давший своё имя и составивший верхушку средневекового восточноевропейского государства — Руси, в современной историографии известного как Киевская Русь. В единственном числе представитель руси назывался русин (др.-рус. и церк.-слав. рѹсинъ).
Большинством учёных признаются существенное влияние скандинавов на раннюю Русь, скандинавская принадлежность варягов, народа русь, правящего слоя в начальный период и первых правителей Руси, о чём свидетельствует широкий круг письменных, археологических и лингвистических источников. При этом в современной науке скандинавы не считаются собственно основателями Русского государства, принесшими местным народам государственность; образование раннего Русского государства рассматривается как сложный процесс, включавший как внутренние (общественная эволюция местных, в первую очередь восточнославянских общностей), так и внешние факторы.
Первое бесспорное упоминание руси («народа рос») содержится под 839 годом в Бертинских анналах. Древнейшие упоминания в русских источниках имеются в русско-византийских договорах (X век), в русских летописях (начиная с «Повести временных лет») и в Русской Правде (XI—XII века).
История руси может быть прослежена с первой половины IX века. Обосновавшись на севере Восточной Европы, а затем в Киеве, «русский род», составлявший дружину соплеменников во главе с князем киевским, к середине X века объединил под своей властью земли ряда балтийских, финно-угорских и восточнославянских племён, а также поставил в зависимость от себя бо́льшую часть остальных восточнославянских объединений. К середине XI века сформировался новый народ с тем же названием, но восточнославянский по языку.

## Происхождение
Существует несколько версий этнической принадлежности руси: норманская, славянская, иранская и др. Начиная с XVIII века в исторической науке сформировалось два течения, условно называемые норманизм и антинорманизм. Сторонники норманской теории придерживаются мнения о существенном влиянии на процессы становления раннего Русского государства выходцев из Скандинавии (норманнов) и считают русь и варягов скандинавами. Антинорманисты, как правило, отрицают связь руси и варягов со скандинавами, отрицают присутствие скандинавов на Руси или признают присутствие, но отрицают существенность их влияния.

### Норманская версия

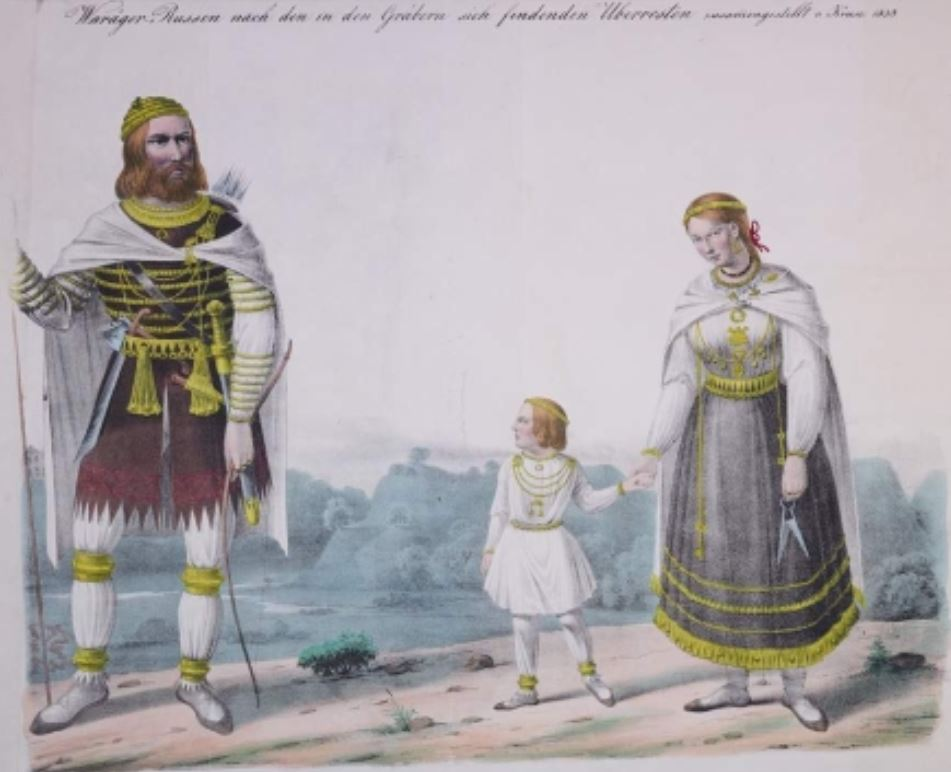
Варяги-русь, реконструкция немецкого историка Фридриха Крузе на основании археологических находок, 1859

В ранних русских источниках варяги являются собирательным обозначением скандинавских народов или выходцев из Скандинавии на Руси.
В содержащемся в «Повести временных лет» «Сказания о призвании варягов» в 862 году:

И сказали [чудь, словене и кривичи]: «Поищем сами себе князя, который бы владел нами и рядил по ряду и по закону». Пошли за море к варягам, к руси. Те варяги назывались русью, как другие называются шведы, а иные — норманны и англы, а ещё иные готы — вот так и эти.
Оригинальный текст (церк.-сл.)И ркоша: „Поищемъ сами в собѣ князя, иже бы володѣлъ нами и рядилъ по ряду, по праву“. Идоша за море к варягом, к руси. Сице бо звахуть ты варягы русь, яко се друзии зовутся свее, друзии же урмани, аньгляне, инѣи и готе, тако и си.

С другой стороны, в Новгородской первой летописи, предположительно отразившей предшествующий «Повести временных лет» «Начальный свод» конца XI века, данный рассказ изложен несколько иначе. В нём отсутствует сопоставление руси со скандинавскими народами: «Идоша за море к Варягомъ и ркоша: „земля наша велика и обилна, а наряда у нас нѣту; да поидѣте к намъ княжить и владѣть нами“…». Однако дальше летопись сообщает о связи с варягами названия руси: «И от тѣх Варягъ, находникъ тѣхъ, прозвашася Русь, и от тѣх словет Руская земля; и суть новгородстии людие до днешняго дни от рода варяжьска».

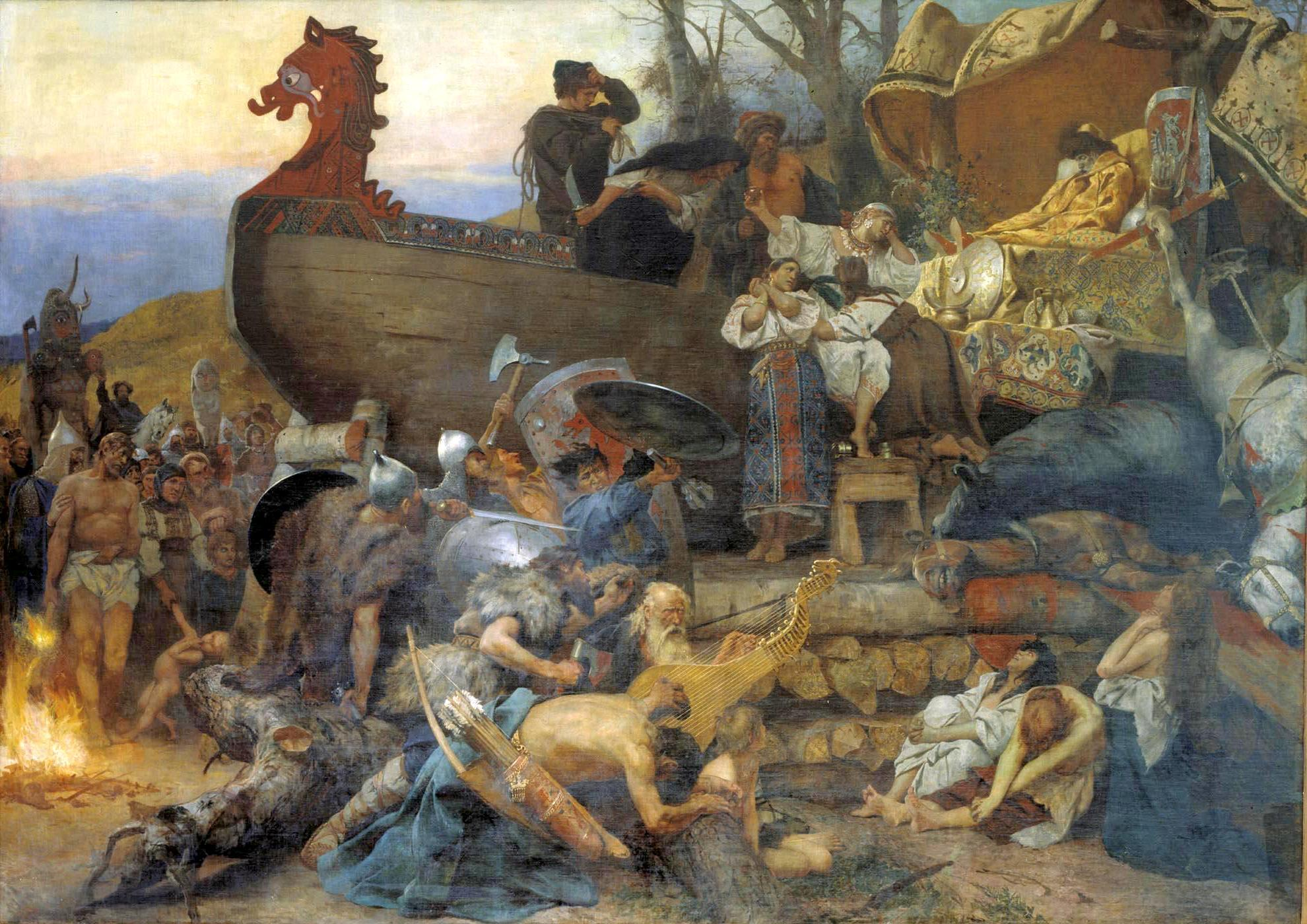
Похороны знатного руса. Картина Генриха Семирадского по мотивам рассказа Ибн Фадлана о встрече с русами в 921 году

Другими аргументами, помимо «Повести временных лет», на которые опирается норманская теория, являются:
- Византийские и западноевропейские письменные источники (см. ниже), в которых современники идентифицируют русь как шведов или норманнов.
- Скандинавские имена родоначальника русской княжеской династии — Рюрика, его «братьев» Синеуса и Трувора, и всех первых русских князей до Святослава. В иностранных источниках их имена также приводятся в форме, приближённой к скандинавскому звучанию. Князь Олег именуется X-л-г (хазарское письмо), княгиня Ольга — Хелга, князь Игорь — Ингер (византийские источники)[25].
- Скандинавские имена большинства послов «от русского рода», перечисленных в русско-византийских договорах 911[пояснение 1][1][21] и 944 годов[пояснение 2].
- Сочинение Константина Багрянородного «Об управлении Империей» (около 949 года), где приводятся названия днепровских порогов на двух языках: «росском» и славянском, где для большинства «росских» названий может быть предложена скандинавская этимология.

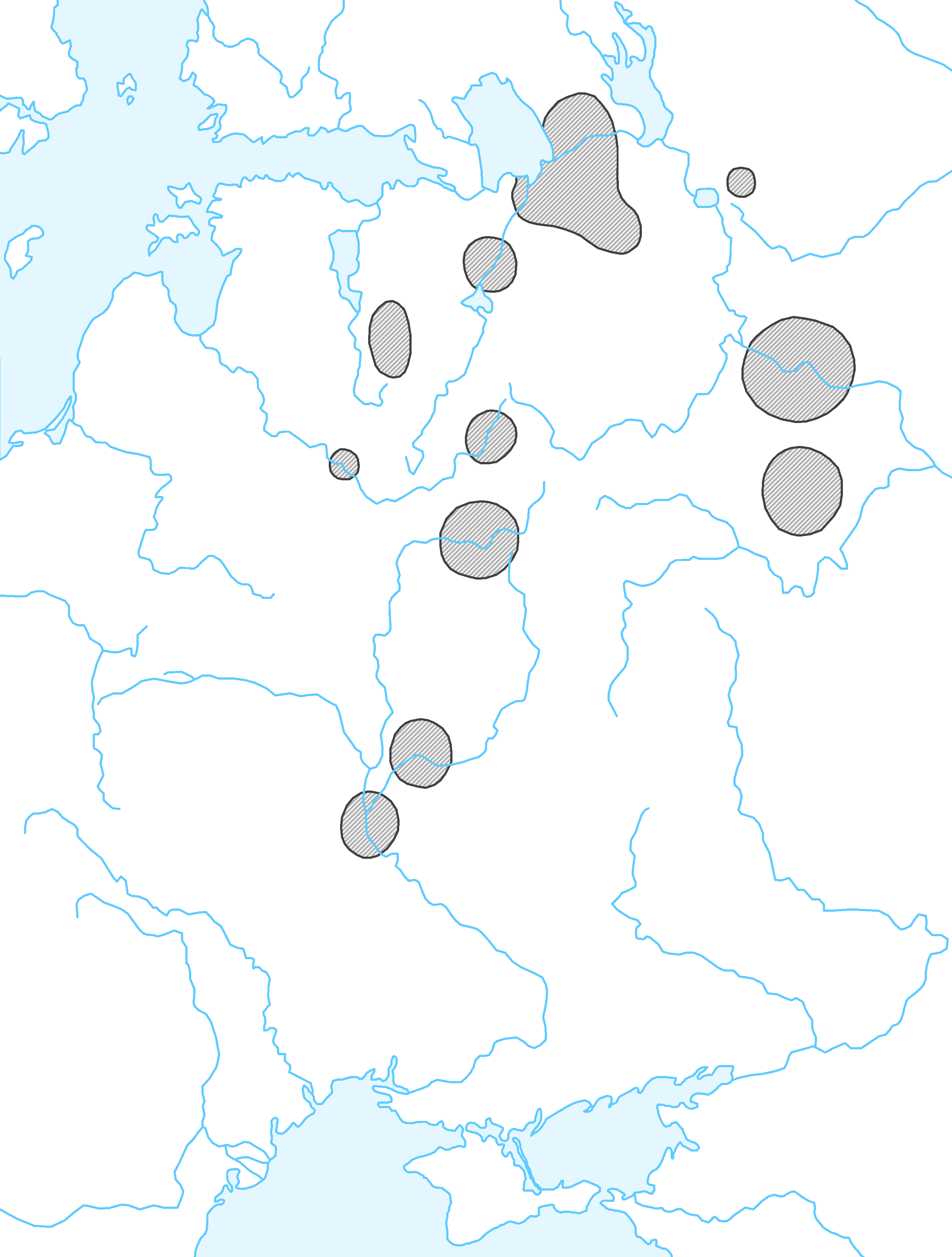
Археологические памятники Руси, включающие скандинавские комплексы и вещи в культурном слое поселений, X—XI века (по Г. С. Лебедеву и В. А. Назаренко)

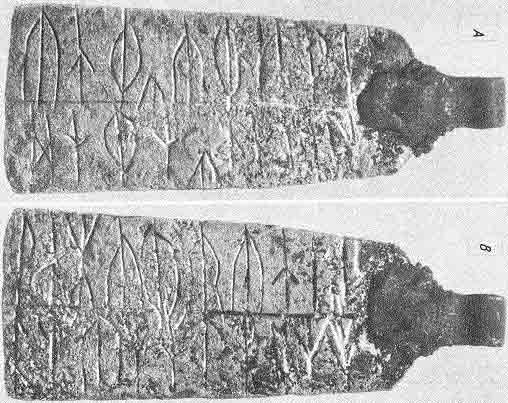
Скандинавская руническая надпись на амулете из Старой Ладоги, не позднее конца X века

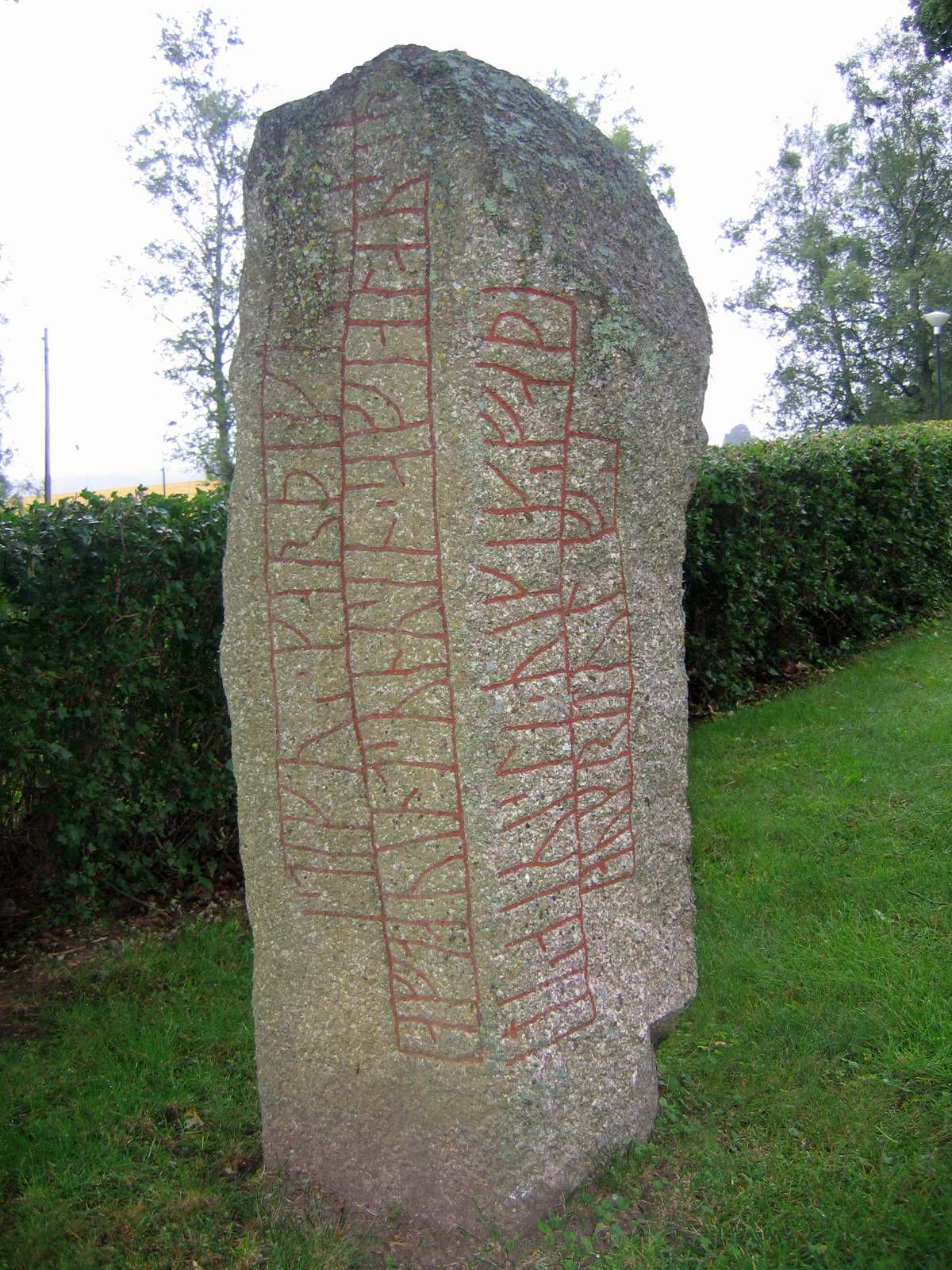
Kälvesten Ög 8, рунический камень, Эстергётланд, Швеция, IX век («Styguʀ/Stygguʀ поставил этот памятник в память об Øyvind, его сыне. Он пал на востоке»)

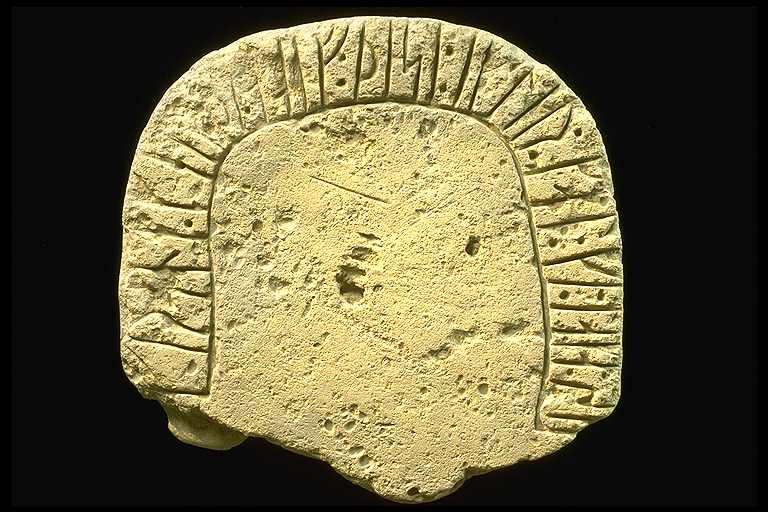
Березанский рунический камень, Николаевская область, Украина, XI век («Гран сделал это захоронение в память о Кале, своём собрате»)

Важными аргументами норманской теории являются археологические свидетельства, фиксирующие присутствие скандинавов на севере восточнославянской территории, включая находки IX—XI веков на раскопках Рюрикова городища, курганы-захоронения в Старой Ладоге (с середины VIII века) и Гнёздове. В поселениях, основанных до X века, скандинавские артефакты относятся именно к периоду «призвания варягов», в то время как в древнейших культурных слоях артефакты почти исключительно славянского происхождения. Предметы скандинавского происхождения найдены во всех древнерусских торгово-ремесленных поселениях (Ладога, Тимерёво, Гнёздово, Шестовица и др.) и ранних городах (Новгород, Псков, Киев, Чернигов). Более 1200 скандинавских предметов вооружения, украшений, амулетов и предметов быта, а также орудий труда и инструментов VIII—XI веков происходит примерно из 70 археологических памятников Древней Руси. Известно около 100 находок граффити в виде отдельных скандинавских рунических знаков и надписей.
Раскопки в Рюриковом Городище под Новгородом под руководством Е. Н. Носова с 1975 года, давшие большое число скандинавских артефактов, а также в Старой Ладоге, согласно ряду летописей, первой резиденции Рюрика, под руководством А. Н. Кирпичникова с 1984 года, а также раскопки на Украине и в Белоруссии, выявили следы скандинавского заселения, начавшегося в IX—X веках и продолжавшегося около двух столетий. Среди наиболее важных свидетельств скандинавского присутствия в Восточной Европе — женские костюмы, некрополи нормандского типа, амулеты с руническими надписями, скандинавские идолы, которые являются показателями ремесла и религиозных практик. Интенсификация скандинавских артефактов в археологических памятниках северной Руси приходится на вторую половину IX века, что соответствует времени летописного призвания варягов на Русь и началу династии Рюриковичей. Археологические данные свидетельствуют о высоком положении варягов в автохтонном обществе. Культура скандинавской элиты привлекала местное население: наблюдается сложный процесс ассимиляции скандинавов в славянские и финские общества и формирование нового этноса. В свою очередь, следы контактов со славянскими племенами Балтийского моря незначительны, они оказали небольшое влияние на производство керамики.
Происхождение этнонима русь многими исследователями возводится к др.-сканд. rōþr «гребец» и «поход на гребных судах» (ср. др.-исл. róþsmenn или róþskarlar — «гребцы, мореходы»), которое трансформировалось в фин. ruotsi — «шведский, швед», а затем, как считает ряд лингвистов, должно было перейти именно в рѹсь при заимствовании этого слова в славянские языки. По мнению А. В. Назаренко, скандинавский прототип финского Ruotsi, а значит, и древнерусского «русь» отсутствует. Однако другие лингвисты отмечают несомненность существования прагерманского глагола *róa и его производных, в том числе rōþer («гребец») и *rōþs(-maðr, -karl) и др., отразившихся во всех германских языках. Переход древнесеверогерманского rōþs- > финск. ruots фонетически закономерен. Комплекс значений слова rōþ(e)r — «гребец; гребля; весло; плавание на гребных судах» — является устойчивым во всех германских языках: др.-исл. róðr, др.-в.-нем. ruodar, др.-англ. rōðor и др. Переход финск. ruotsi > др.-русск. русь фонетически обоснован. Зап.-финск. uo/oo закономерно отражалось в др.-русск. ӯ, что подтверждается рядом аналогий (ср. финск. suomi > др.-русск. сумь). По мнению Т. Андерссона, с помощью различных фонетических изменений и законов удаётся установить, что происхождение этнонима «русь» возводится к праславянскому слову *rou̯sь, которое было заимствовано из прибалтийско-финского *ruotsi, позднее *rōtsi — «люди с побережья Roþrin» (I—IV века н. э.), которое также было заимствованно из прагерманского *rōþuz — «?». По мнению лингвиста С. Л. Николаева др.-рус. рѹсь, рѹсьскыи псковские кривичи и ильменские словены первоначально называли представителей этноплеменного образования в шведском Рудене, с которым у местных славян и финских племён (чуди, веси) имелись устойчивые торговые связи (именно к ним племена обратились с просьбой прислать посредника в междоусобных спорах). После вокняжения династии Рюрика в Ладоге или Новгороде по распространённой в Средние века модели (ср. название восточнобалканских славян българе — от булгар, тюркских завоевателей; французы — по названию завоевателей-франков) этническое название правителей было перенесено на подвластный им народ, включавший как славян, так и финнов. По крайней мере до XII века русские славяне помнили, что русь является скандинавским (варяжским) племенем, а династия Рюрика имеет скандинавское (варяжское) происхождение, сам Рюрик был русским, скандинавским правителем.
Из версий происхождения слова «русь» наиболее обоснована лингвистически «северная», западнофинская (скандинавская — из древнескандинавского языка через западнофинское посредство). Скандинавская этимология составляет современный лингвистический консенсус. По словам А. А. Зализняка, современный научный консенсус скорее всего говорит о том, что вне зависимости от того, как было образовано слово «русь», вначале оно обозначало только норманнов и пришло в древнерусский язык из древнескандинавского языка, а затем постепенно с норманнской элиты стало «скользить» на весь славянский народ.
Ряд северогерманских (древнескандинавских) слов вошли в древнерусский язык в эпоху викингов. Оценки количества этих заимствований различны у разных авторов, от более чем 100 слов (Форссман) до 34 (Кипарский) и 30 (Струминский), включая личные имена. Согласно наиболее критическому и консервативному анализу, общеупотребительные древнескандинавские заимствования включают кнут, сельдь, шёлк, ящик, а также русь, варяг, стяг, витязь (от викинг). Многие относятся к особой сфере употребления и перестали широко использоваться к XIII веку, например, берковец (от *birkisk, 'Бирка / бирковый фунт', единица измерения массы, около 164 кг), голбец (от gulf, 'ящик' 'сарай'), гридь (от griði, grimaðr, 'телохранитель конунга'), ларь (от *lári, lárr, 'сундук', 'ствол'), пуд (от pund, единица измерения массы), скала (от skál), тиун (thiónn, управляющий), ябеда (от embætti, 'чиновник'). Древнескандинавское происхождение имеют имена (древнескандинавский вариант приведён в скобках): Аскольд (Hǫðskuldr, Hǫskuldr), Глеб (Guðleifr), Дир (Dýri), Игорь (Ingvarr), Ингварь (от того же Ingvarr), Олег (Hélgi), Ольга (Helga), Рогволод (Ragnvaldr, Rögnvaldr), Рогнеда (Ragnheiđr, Ragnhildr или *Rоgnêd), Рюрик (Hrœrekr или Rȳrik), Синеус, Трувор (Signjótr, Þórvar[ð]r), Тур (Þórir), Улеб (Ǫleifr, Олаф), Якун (Акун) (Hákon) и др..
Большое число топонимов по всей Северо-Западной Руси, включая названия поселений или близлежащих рек, отражают имена или происхождение скандинавских поселенцев. Скандинавское имя Asviðr отражено в названии места, ныне известного как Ашвидово, Bófastr в Бухвостово, Dýrbjǫrn в Дюрбенево, Einarr в Инарево, Kynríkr в Кондриково, Rødríkr в Редриково, Ragnheiðr в Рогнедино, Snæbjǫrn в Снеберке, Sveinn в Свене, Siófastr в Сучвостово, Steingrímr в Стегримово, Thorbjǫrn в Турыборово. Более распространённые скандинавские имена оставили несколько топонимов, таких как Иварр в Иворово и Иворовке, Hákon в Якуново и Якунича, Oléf в Улебово, Олебино и Олибов, Bjǫrn в Берново, Бернятино, Бемнишки, Бернаво, Берновичи. Название Велиж имеет общее происхождение с Vællinge, название старого поместья недалеко от Стокгольма в Швеции. Многие топонимы также содержат слово варяг, например Варегово, Вареж(ка), Варызки, Варяжа, Веряжино, Веряжка. Другие названия восходят к термину колбяги, такие как Колбежичи, Колбяги и Колбижицы, а также к группе буряги (Byringar) в именах Буряжи, Буреги, Буриги, Бурези, Буряки, Бурязь и др.
Впервые тезис о происхождении варягов-руси из Швеции выдвинул в XVI веке король Юхан III в дипломатической переписке с Иваном Грозным. Развить эту мысль попытался в 1615 году шведский дипломат Пётр Петрей де Ерлезунда в своей книге «Regni Muschowitici Sciographia» (История о Великом княжестве Московском). Его идею поддержал в 1671 году шведский королевский историограф Юхан Видекинд в «Thet svenska i Ryssland tijo åhrs krijgs historie» (История шведско-московитской войны XVII века). В историографии норманская гипотеза была впервые сформулирована в XVIII веке немецкими учёными в Российской академии наук Г. З. Байером, Г. Ф. Миллером и А. Л. Шлёцером. Этой теории также придерживались Н. М. Карамзин и вслед за ним почти все крупные русские историки XIX века. Споры вокруг норманской версии временами принимали идеологический характер в контексте вопроса о том, могли ли славяне самостоятельно, без варягов-норманов, создать государство. В сталинское время «норманизм» в СССР отвергался на государственном уровне, но в 1960-х годах советская историография вернулась к умеренной норманской гипотезе с одновременным изучением альтернативных версий происхождения слова «русь». Западные историки в большинстве своём рассматривают норманскую версию как основную.
А. А. Шахматов называл русью тех норманнов, которые изначально поселились в Южной Руси в VIII—IX веке, а варягами — позднее пришедших скандинавов на территорию Северной Руси. Так же и местные племена стали именоваться соответственно. Словене, кривичи, меря — варягами, а поляне — русью.
Е. А. Мельникова, В. Я. Петрухин, П. С. Стефанович и др. выделяют историческое ядро летописного сказания о призвании варягов во главе с Рюриком. По мнению Мельниковой и Петрухина, это сказание соответствует традиционному фольклорному сюжету о происхождении государственной власти и правящей династии, который прослеживается у разных народов. При этом учёные указывают на имеющиеся в данном летописном рассказе параллели с традиционными правовыми формулировками. Кроме того, распространённой была практика заключения соглашений между предводителями отрядов викингов и местными правителями нескандинавских стран, нанимавшими их на службу. Известны договор 878 года в Ведморе между королём Уэссекса Альфредом Великим и предводителем датского Великого войска Гутрумом, договор 911 года в Сен-Клер-сюр-Эпт между французским королём Карлом III Простоватым и предводителем отряда норманнов, осевших в долине Сены, Хрольвом (Роллоном) и другие подобные соглашения. Рассказ о призвании варягов в «Повести временных лет», по мнению исследователей, восходит к сказанию, бытовавшему в княжеско-дружинной среде, он может быть неточным и неверным в деталях, кроме того, он подвергся летописной переработке (дата, упоминание некого варяжского племени русь, фраза «взяли с собой всю русь» и др.), но в целом отражает реальную историческую обстановку. Результатом призвания варяжских князей стало заключение договора (др.-рус. рядъ) между ними и местной племенной знатью (славянской и финской). Содержание ряда отвечает более поздней практике урегулирования отношений с варягами на Руси. Данный договор находит параллели также в договорах, которые позднее заключались между русскими князьями и городами, и в договорах между скандинавскими конунгами и знатью. Приглашённые на княжение варяги были ограничены условиями «судить и рядить» «по ряду по праву», то есть управлять и вершить суд в соответствии с нормами местного права, правового обычая. Это ограничение ставило князя в зависимость от местного общества и стимулировало быструю интеграцию скандинавов в восточнославянскую среду.
Призванные князь и дружина являлись надплеменной нейтральной силой. Нейтральным, не связанным с племенными традициями, было и самоназвание скандинавов, отражённое словом «русь». Распространение этого названия на полиэтничные княжеские дружины вело к быстрому размыванию первоначальной этнической приуроченности его к скандинавам.
По мнению В. В. Мурашёвой, несмотря на значительное присутствие выходцев из Скандинавии среди населения Восточной Европы, скандинавское происхождение правящей династии, дружины и названия государства, скандинавы славянизировались в течение небольшого времени, а ранняя русская история была вполне самостоятельной. Отдельные части Восточно-Европейской равнины осваивались различными этническими группами (славянами, балтами, финно-уграми, норманнами), не разделёнными между собой границами. Процесс этот происходил в основном мирно. В восточнославянском самосознании, в отличие от западноевропейского, не сложился враждебный образ викинга, варяга.
По мнению историка А. А. Горского, влияние норманнов выразилось исключительно в объединении государственных образований Севера и Юга Восточной Европы, которые в обратном случае могли бы существовать раздельно и далее. Вместе с тем, это ускорило и ассимиляцию пришлой, скандинавской части элитного слоя.

Некоторые скандинавские украшения с территории Киевской Руси, X век
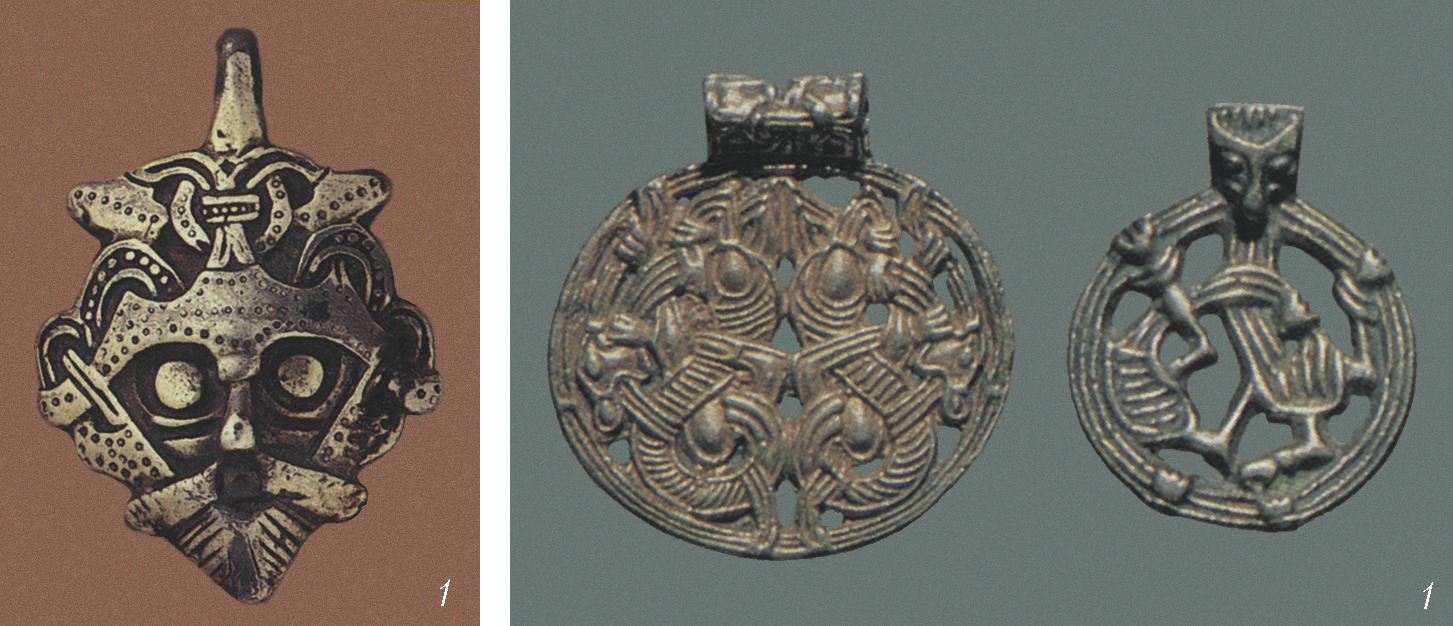
Подвески, Гнёздово
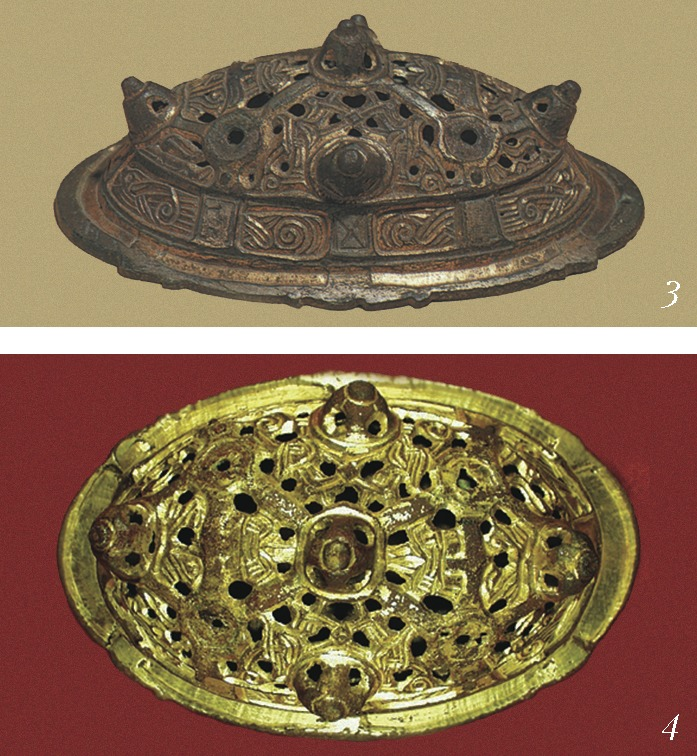
Фибулы, Приладожье и Гнёздово
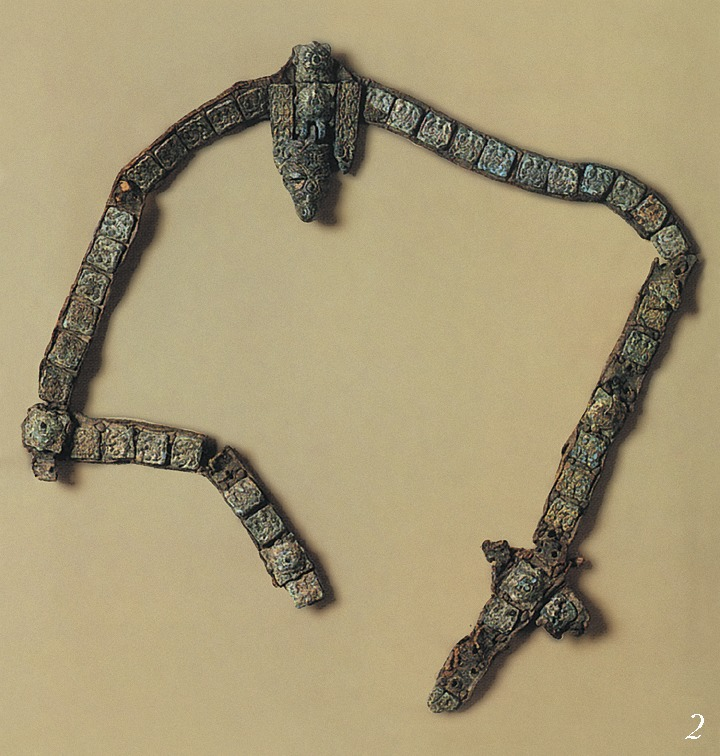
Парадная уздечка, Гнёздово
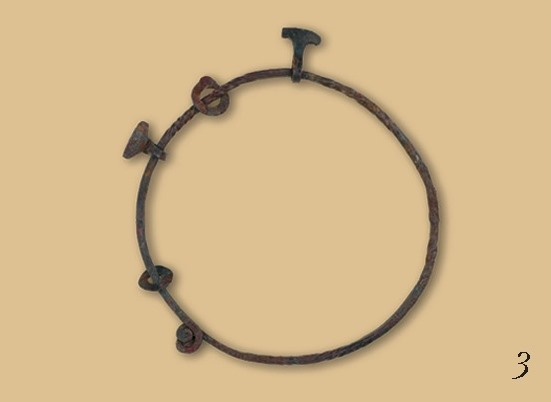
Гривна с подвесками в виде молоточков Тора, Гнёздово

### Славянские версии
Славянская гипотеза была впервые сформулирована В. Н. Татищевым и М. В. Ломоносовым как критика норманской теории. Она исходит из толкования другого фрагмента «Повести временных лет»:

Поэтому учитель славян — Павел, из тех же славян — и мы, русь… А славянский народ и русский един. От варягов ведь прозвались русью, а прежде были славяне; хоть и полянами назывались, но речь была славянской.
Оригинальный текст (церк.-сл.)Тѣмьже словѣньску языку учитель есть Павелъ, от негоже языка и мы есме русь… А словѣнескъ языкъ и рускый одинъ. От варягъ бо прозвашася Русью, а пѣрвѣе бѣша словѣне; аще и поляне звахуся, но словѣньская рѣчь бѣ.

С точки зрения сторонников норманской теории, из цитаты лишь следует, что слово «русь» является названием варягов и к тем славянам, которые прежде назывались полянами, пришло от варягов.
Другой источник славянской гипотезы — сообщение арабского географа Ибн Хордадбеха, который писал, что русы — славянский народ. Ибн Хордадбех единственный восточный автор, отнёсший русь к ас-Сакалиба, остальные арабские авторы описывают их обособленно.
Поздняя литературная традиция соотносит русов с персонажем по имени Рус из легенды о трёх славянских братьях — Чехе, Лехе и Русе. В законченном виде легенда появилась в «Великопольской хронике» XIV века.
В русской историографии XIX века славянская теория не имела широкого распространения. Двумя наиболее видными её представителями были С. А. Гедеонов и Д. И. Иловайский. В советское время, начиная с 1930-х годов, славянская принадлежность руси активно отстаивалась, будучи тесно увязана с критикой норманизма. Из современных концепций получили известность гипотезы о «Русском каганате» В. В. Седова и руси-ругах А. Г. Кузьмина. 
Старая Русса
В начале XVI века немецкий дипломат Сигизмунд фон Герберштейн первым зафиксировал народную этимологию, согласно которой название «Руссия» произошло «от одного очень древнего города по имени Русс, недалеко от Новгорода Великого». В другом месте Герберштейн пишет: «Руса, некогда называвшаяся Старой Руссией (то есть давней или древней Руссией), древний городок под владычеством Новгорода…».
В. Н. Татищев как место изначального появления имени «Русь» рассматривал Старую Русу: «сначала токмо область Новгородская или паче владение Старой Русы (Старой Руси) тако именовались». В 2000-е годы А. Н. Сахаров и В. В. Фомин, опираясь на известие Герберштейна, вновь предложили связь названия Русы с Русью.
В патриотическом духе российский историк Г. И. Анохин выдвинул версию, согласно которой варяги-русь — солевары из Русы (Старой Руссы). Гипотеза не была принята наукой.
Южнобалтийская версия
Ломоносов доказывал славянскую принадлежность народа русь (россы) через тождество их пруссам. Самих пруссов (балтские племена) он определял как славян, ссылаясь на Претория и Гельмольда, полагавших «прусский и литовский язык за отрасль славенского», а также личное мнение о сходстве «их (пруссов) языка со славенским».
Гедеонов считал русов балтийскими славянами — ободритами.
Кузьмин связывал русь с руянами — славянскими жителями острова Рюген. Руян в поздних Магдебургских анналах (XII век) возможно назвали русскими (Rusci), как сообщает Кузьмин со ссылкой на работу 1859 года «В Магдебургских анналах жители о. Рюген обозначены под 969 годом как Rusci». Согласно польским исследователям, Магдебургские анналы были составлены в XII веке на основе Пражских и Краковских анналов, а также списка деяний магдебургских архиепископов. В синхронных источниках слово rusci к жителям Рюгена не применяется. Автор X века, совместно с руянами участвовавший в военном походе 955 года, называет их вполне по-славянски ruani.
Версия южного происхождения
Иловайский подчёркивал южное происхождение русов, а этноним русь выводил от русого цвета волос (ср. славянское слово *rŏud-s-ĭs, родственного словам русый (*rŏud-s-ŏs), рудый (*rŏudh-ŏs), рыжий (*rūdh-ŏs).
В советской историографии родиной русов считалось Среднее Поднепровье, они отождествлялись с полянами в Киевской земле. Эта оценка имела официальный статус. Противопоставление славян и руси в «Повести временных лет» объяснялось подчинением большинства славянских племён киевским князьям, домен которых и назывался «Русью» на первоначальной стадии образования государства.
Одна из гипотез автохтонного происхождения этнонима русь выводит его из гидронима Рось (др.-рус. Ръсь), названия правого притока Днепра в Среднем Поднепровье, южнее Киева. Эту гипотезу разделял, в частности, академик Б. А. Рыбаков. Однако этимологически общеславянский ъ восходит к индоевропейскому u, тогда как ӯ (в слове русь) могло развиться только из индоевропейского дифтонга *au или *ou. Таким образом, корни ръс- (> рос-) и рус- независимы один от другого.
В. В. Седов, основываясь на археологическом материале, помещает русь в междуречье Днепра и Дона (волынцевская археологическая культура) и определяет как славянское племя.
Гипотезы «южного», местного, или автохтонного, происхождения этнонима русь (обычно из иранских или славянских языков) занимают важное место в концепциях антинорманистов. «Южные» гипотезы весьма слабо обоснованы как лингвистически, так и исторически (предполагается существование предшествовавшего Киевской Руси государства на юге).

### Иранская версия
Существует мнение, что этноним «рос» имеет иное, чем «рус» происхождение, являясь значительно более древним. Сторонники этой точки зрения, также берущей начало от М. В. Ломоносова, отмечают, что народ «рос» впервые упомянут ещё в VI веке в «Церковной истории» Захарием Ритором, где он помещается по соседству с народами «людей-псов» и амазонок, что многие авторы трактуют как Северное Причерноморье. С этой точки зрения его возводят к ираноязычным (сарматским) племенам роксаланов или росомонов, упоминаемых античными авторами.
О дославянском бытовании на юге корня рос- писал В. А. Брим в статье «Происхождение термина „Русь“» в сборнике «Россия и Запад» (1923), выдвигая теорию о двойном, северном и южном, происхождении слова «Русь».
Иранская этимология имени Русь была поддержана академиком О. Н. Трубачёвым (*ruksi «белый, светлый» > *rutsi > *russi > русь; ср. с осет. рухс (иронск.) / рохс (дигорск.) «светлый»). О. Н. Трубачёв предложил толкование этнонима «рос», опираясь на данные южнорусской топонимики. Этноним «рос», по его мнению, в Житии святого Георгия Амастридского является архаизмом, поскольку идентичен названию народа ῥοῦς/ῥῶς, жившего на Азовском побережье в VI веке.

Археологические культуры последней четверти 1-го тысячелетия юга Восточной Европы

Г. В. Вернадский также развивал теорию о происхождении названия Руси от азовских племён асов и рухс-асов (светлых асов), которые, по его мнению, были частью антов. Тем не менее он считал, что народ русь является смешением скандинавских переселенцев с местными племенами. В советское время археолог Д. Т. Березовец предложил отождествлять русов с населением, связанным с салтово-маяцкой культурой. По мнению историка и археолога Д. Л. Талиса, топонимы с корнем рос- (Rossofar, Rossoca, Rossa, Casale dei Rossi) в Крыму (Тарханкутский полуостров), на Тендровской косе, в Приазовье (близ устья Дона и к югу от Азова) и археологический материал из раннесредневековых поселений Таврики подтверждают концепцию Березовца о полной или частичной идентификации носителей салтовской культуры с русами арабских источников. В настоящее время эта гипотеза разрабатывается Е. С. Галкиной, которая отождествляет Подонье с центральной частью Русского каганата, упоминаемого в мусульманских, византийских и западных источниках в IX веке. Она считает, что после разгрома этого объединения кочевыми племенами венгров в конце IX века имя «Русь» от ираноязычных русов-аланов (роксоланов) перешло к славянскому населению Среднего Поднепровья (поляне, северяне). В качестве одного из аргументов Галкина опирается на этимологию М. Ю. Брайчевского, который предложил для всех «русских» названий Днепровских порогов из сочинения Константина Багрянородного аланскую интерпретацию (на основе осетинского языка).

## История по письменным источникам
Известия письменных источников, которые гипотетически связывались с народом русь до IX века, единичны и изолированны, чрезвычайно кратки, не поддаваясь однозначной интерпретации, а также не имеют обоснованной этимологии. Со второй четверти IX века существование общности с названием русь независимо, и, как результат, надёжно зафиксировано в латинских и арабских источниках. С начала X века русь постепенно распространялась на Восточно-Европейской равнине, и резко увеличилось количество известий об этой общности. Появились сведения о различных её группах и точные указания на места их расселения.
Большое число византийских, западноевропейских, арабо-персидских источников свидетельствуют, что в IX – первой половине X века название «русь» относилось именно к варягам и русь в этот период отличали от славян.

### «Повесть временных лет»
Одним из самых ранних древнерусских источников, дошедших до нашего времени, является «Повесть временных лет», написанная в начале XII века на основе летописного свода XI века. Согласно составителю «Повести временных лет» территорию, подвластную в его время русским князьям, населяли в древности:
- восточнославянские племена: поляне, древляне, ильменские словене, полочане, дреговичи, северяне, бужане (волыняне), радимичи, вятичи, уличи, тиверцы;
- балтийские племена: литва, латгалы, зимигола, аукштайты, корсь, ятвяги, голядь, жмудь;
- финно-угорские племена: чудь, весь, черемисы, мордва, меря, мурома, пермь, печера, емь, нарова, ливы;

Первое упоминание в летописи о народе русь в самом начале повествования, в периоде, где ещё нет летоисчисления в списке «Афетово же колѣно и то: варязи, свеи, урмане, готѣ, русь, аглянѣ, галичанѣ, волохове, римлянѣ, нѣмци, корлязи, венедици, фряговѣ и прочии…».
Второе упоминание в летописи о народе русь в периоде между смертью трёх братьев и их сестры, основателей Киева: «И по сей братьи почаша дѣржати родъ ихъ княжение… Се бо токмо словѣнескъ языкъ в Руси: поляне, деревляне, новъгородьци, полочане, дьрьговичи, сѣверо, бужане, зане сѣдять по Бугу, послѣже же волыняне. Се бо токмо словѣнескъ языкъ в Руси: поляне, деревляне, новъгородьци, полочане, дьрьговичи, сѣверо, бужане, зане сѣдять по Бугу, послѣже же волыняне…». Далее следует рассказ о начавшихся столкновениях между племенами славян, произошедших после смерти братьев — «По сихъ же лѣтехъ, по смерти братья сея, [поляне] быша обидими деревляны и инѣми околными. И наидоша я козаре» (и пришли на них хазары). В следующий, третий раз, Русь упоминается в связке с византийской хроникой. Летописец нашёл в доступной ему византийской хронике первое упоминание о руси:

В год 6360 (852), индикта 15, когда начал царствовать Михаил, стала прозываться Русская земля. Узнали мы об этом потому, что при этом царе приходила Русь на Царьград, как пишется об этом в летописании греческом.
Оригинальный текст (церк.-сл.)В лѣто 6360, индикта 15, наченшю Михаилу цесарьствовати, нача ся прозывати Руская земля. О семъ бо увѣдахом, яко при сем цесари приходиша Русь на Цесарьград, якоже писашеть в лѣтописании грѣцком.

В четвёртый раз русь в летописи упоминается под 862 годом в рассказе о призвании варягов: «и въста родъ на род, и быша усобицѣ в них, и воевати сами на ся почаша. И ркоша: „Поищемъ сами в собѣ князя, иже бы володѣлъ нами и рядилъ по ряду, по праву“. Идоша за море к варягом, к руси. Сице бо звахуть ты варягы русь, яко се друзии зовутся свее, друзии же урмани, аньгляне, инѣи и готе, тако и си».

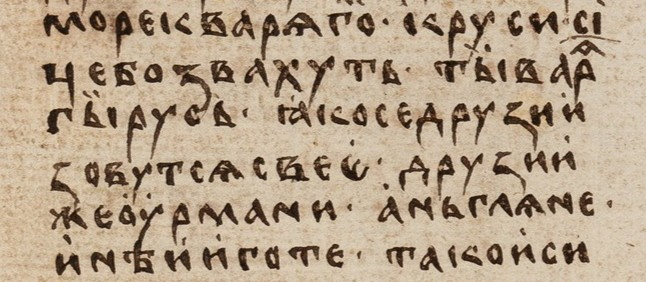
«Те варяги назывались русью, как другие называются шведы, а иные — норманны и англы, а еще иные готы — вот так и эти» («Сице бо звахуть ты варягы русь, яко се друзии зовутся свее, друзии же урмани, аньгляне, инѣи и готе, тако и си»), рассказ о призвании варягов, «Повесть временных лет», список Ипатьевской летописи, XV век

В число варягов включены свее (шведы), урмани («норманны» — норвежцы), аньгляне (англы), готе (готландцы). Почти все перечисленные народы, кроме англов, принадлежат к скандинавам, а включение англов может отражать ситуацию, когда Англия входила в состав государства датского конунга Кнуда Великого. Варяги — не отдельный народ, а общее наименование всех скандинавских племён, перечисленных следом. Народ русь здесь представлен как разновидность варягов. Лингвист С. Л. Николаев комментирует данный фрагмент в Московско-Академическом списке «Повести временных лет» следующим образом: «Варязи [шведы южной Финляндии?] Свеи [шведы восточной Швеции] Оурмане [„норманны“, датчане и норвежцы] Галичане [скорее валлийцы, чем французы]». Согласно БРЭ, «Нет оснований не доверять этому преданию, но летописная хронология событий (изгнание варягов, призвание Рюрика, вокняжение в Киеве Аскольда и Дира в 852, смерть Рюрика в 879, захват Киева Олегом в 882) явно условна».
Источником летописного рассказа о призвании варягов во главе с Рюриком считается династическая этиологическая легенда русских князей, согласно которой Рюрик был прародителем княжеского рода, что отражено в древнерусском княжеском именослове, в котором имя Рюрик начинает использоваться с 1060-х годов. Династическая легенда закрепилось в древнейшем русском летописании и древнерусском политическом сознании. В летописании и политической литературе XVI века («Сказание о князьях Владимирских») образ Рюрика был переосмыслен, под влиянием польской историографии князь был представлен потомком римского императора Августа и выходцем из Пруссии, а сказание о нём было объединено с новгородским нарративом о первом новгородском посаднике Гостомысле.
В ряде средневековых источников русь упоминается одновременно и как восточный (восточноевропейский), и как западный народ. В «Повести временных лет», помимо перечня варяжских народов в известии о призвании варягов, русь дважды упоминается в таблице народов: среди населения части света, доставшейся библейскому Иафету, русь названа рядом с финно-угорскими и балтскими племенами Восточной Европы («Въ Афетови же части сѣдить русь, чюдь и вси языцѣ: меря, мурома, всь, мордва, заволочьская чюдь, пермь, печера, ямь, югра, литва, зимигола, корсь, лѣтьгола, либь»; при этом русь противопоставлена чуди — собирательному названию ряда племён, в основном прибалтийско-финских); далее в перечне потомков Иафета русь названа снова, но на этот раз среди северных германских народов, тех же, что в рассказе о призвании варягов, и предваряют эту группу народов варяги («Афетово же колѣно и то: варязи, свеи, урмане, готѣ, русь, аглянѣ…»). В Константинопольском списке «Иосиппона» сказано, что руси также «живут по реке Кира [в других списках Кива, то есть Киев], текущей в море Гурган [Каспийское]». Двойная локализация руси имеется и в некоторых арабских источниках, например, у Якуба ар-рус упомянуты рядом с хазарами и смешиваются со славянами, но походы на пруссов они совершали на кораблях с запада, то есть с Балтики. Лингвист С. Л. Николаев объясняет эти двойные упоминания «раздвоением» самой руси, которая, с одной стороны, продолжала оставаться скандинавским (восточношведским) этносом (по Николаеву, жителями Рудена-Руслагена), а с другой — овладела значительными восточноевропейскими территориями, и её название стало также названием славянского населения и государства Русь.
Вскоре, в 866 (6374) году (в 860 по более точной византийской хронике), бояре Рюрика Аскольд и Дир, захватившие Киев, совершили набег на Царьград на 200 кораблях. Согласно «Повести временных лет» в походе участвовала только русь. В 882 году новгородский князь Олег перебрался в Киев, убив Аскольда и Дира. Летописец в описании деяний Олега называет племена их собственными именами, но делает обобщение о распространении названия Руси на все народы, населявшие Древнерусское государство: «И бѣша у него словѣни и варязи и прочии, прозвашася русью». Также летопись отмечает заимствование ильменскими словенами названия Русь от варягов, одновременно отмечая единство современных ему славян и руси: «А словѣнескъ языкъ и рускый одинъ. От варягъ бо прозвашася Русью, а пѣрвѣе бѣша словѣне».
О подчинённом положении славян («словен») летописец повествует в описании похода Вещего Олега на Царьград в 907 году: «И рече Олегъ: „Исшийте парусы паволочиты руси, а словѣном кропийнныя“» (для руси паруса из паволок, а славянам шёлковые — то есть из более дешёвой ткани). Однако здесь, предположительно, под именем «словене» в списке участников похода на Царьград упоминаются словене ильменские (новгородцы), а не все славяне, так как в составе флота Олега (поимённо названном летописью) имя русь отдельно от других племенных имён не упоминается: «Иде Олегъ на Грѣкы… Поя же множьство варягъ, и словѣнъ, и чюди, и кривичи, и мерю, и поляны, и сѣверо, и деревляны, и радимичи, и хорваты, и дулѣбы, и тиверци».
В русско-византийском торговом договоре 911 года перечислены имена 15 послов «от рода русского»: «Мы от рода рускаго — Карлы, Инегелдъ, Фарлофъ, Веремудъ, Рулавъ, Гуды, Руалдъ, Карнъ, Фрелавъ, Рюаръ, Актеву, Труанъ, Лидуль, Фостъ, Стемиръ, иже послани от Олга, великаго князя рускаго». Большинство имён имеют признанную скандинавскую этимологию, при этом «Повесть временных лет» повествует о том, что первый договор Олега между Византией и Русью закрепляется клятвами, которые опираются на имена славянских, а не скандинавских, языческих богов: «а Ольга водиша и мужий его на роту по рускому закону: кляшася оружьемь своимъ, и Перуномъ, богомъ своимъ, и Волосом, скотьимъ богомъ, и утвердиша миръ».
В следующем русско-византийском договоре 944 года среди имён послов появляются славянские имена и та же клятва «по закону русскому», что и в предыдущем договоре Олега, именами славянских богов Перуна и Волоса. В походе на Византию 944 года русь упоминается отдельно от варягов, ильменских словен, полян и кривичей: «Игорь совокупи воя многы — варягы, и русь, и поляны, и словѣны, и кривичи, и тиверцы, и печенѣгы ная». После этого — всегда только, как название государства и его населения. Варяжская дружина ещё продолжает упоминаться вплоть до правления Владимира Святославича и Ярослава Мудрого.
Большинство событий летописи датированы, однако летописная хронология для IX—X веков, как доказывают сравнения с независимыми источниками, далеко не всегда точна и поэтому носит условный характер.

### Русская Правда
В первой статье «Древнейшей Правды» за жизнь представителя общности русь мужского пола («рѹсина») полагается штраф в 40 гривен. Такой же штраф полагается за изгоя и «словенина». По этой статье, русин мог быть в социальном статусе гридина (участника военного отряда князя или элитария более низкого уровня), купца, ябетника или мечника (княжеских администраторов). Предметом дискуссий стал вопрос, какая категория понималась под этнонимом «словенинъ». По причине сложности интерпретации этого отрывка нельзя однозначно заключить, что он противопоставляет доминирующую «этносоциальную категорию» русь и подчинённых ей славян, славяноговорящих. А. А. Зимин считал, что статья передаёт специфику Новгородской земли начала XI века, в которой русь выполняла военно-административные функции, что противопоставляло её словенам, местному населению.

### Византийские источники
Анонимный византийский автор в схолиях к сочинению Аристотеля «О небе», упоминает народ рос:

«Мы заселяем среднее пространство между арктическим поясом, близким к северному полюсу, и летним тропическим, причём скифы-рось (Σκύθας τοὺς Ῥῶς) и другие гиперборейские народы живут ближе к арктическому поясу».

Современная историография не идентифицирует упоминаемый народ в качестве варягов племени «русь», призванного, согласно «Повести временных лет», в новгородские земли с берегов Балтики. Одной из причин этого является неопределённая датировка цитаты, что позволяет отнести её как к ранневизантийской эпохе, так и к временам набегов руси на Византию.
Одно из наиболее ранних сообщений о народе «ерос», датируемое VI веком, имеется у Псевдо-Захария. Будучи сторонником скандинавской атрибуции упоминаемого Псевдо-Захарией этноса, историк Йозеф Маркварт полагал, что это были выходцы из Скандинавии, появившиеся в землях Юго-Восточной Европы уже в это время.
Византийцы называли народ не русами, а росами, предположительно, по аналогии с названием демонического библейского народа рош, либо из-за отсутствия в языке буквы «у» (греческий «ипсилон» читался как «ю»).
Первое подробное упоминание в византийских источниках племени русь, возможно, относится к описанию набега на византийский город Амастриду (на южном побережье Чёрного моря) в «Житии Георгия Амастридского» (по некоторым оценкам — начало 830-х годов, но не позднее 842 года). В «Житии Георгия» росы названы «народом, как все знают, в высшей степени диким и грубым». Нападению вначале подверглась Пропонтида, находившаяся недалеко от Константинополя, что может быть указанием на предварительно состоявшийся торг в византийской столице. Возможно, именно после этого набега в Константинополь для переговоров прибыли послы росов, которых император Феофил отправил назад через Империю франков (см. раздел «Западно-европейские источники» ниже), где их прибытие датируют 839 годом. Ряд современных исследователей не поддерживает датировку этих событий 830-ми годами и считает, что поход имел место при набегах руси в 860 или даже в 941 году. Действительно, те же византийцы и франки спорили (см. Русский каганат) о происхождении этого народа и титуле его вождя, прежде чем основательно познакомились с русами уже в эпоху князя Олега и его преемников.
В популярной литературе встречаются упоминания о набеге руси на греческий остров Эгину (недалеко от Афин) в 813 году. Данный факт происходит от ошибочного перевода этнонима арабских (берберских) пиратов-мавров, Maurousioi, как «русские» в «Житии преподобной Афанасии Эгинской».
Набег русов на Константинополь в 860 году эмоционально отражён в нескольких византийских источниках. Патриарх Фотий, переживший осаду Константинополя, в одной из речей-проповедей сразу же после ухода русов так охарактеризовал их: 

«Народ незаметный, народ, не бравшийся в расчёт, народ, причисляемый к рабам, безвестный — но получивший имя от похода на нас, неприметный — но ставший значительным, низменный и беспомощный — но взошедший на вершину блеска и богатства; народ, поселившийся где-то далеко от нас, варварский, кочующий, имеющий дерзость [в качестве] оружия, беспечный, неуправляемый, без военачальника, такою толпой, столь стремительно нахлынул будто морская волна на наши пределы…».

Судя по словам Фотия, византийцы были осведомлены о существовании руси. В 867 году Фотий в послании восточным патриархам говорит о руси, упоминая и так называемое первое крещение Руси:

«…даже для многих многократно знаменитый и всех оставляющий позади в свирепости и кровопролитии, тот самый так называемый народ Рос — те, кто, поработив живших окрест них и оттого чрезмерно возгордившись, подняли руки на саму Ромейскую державу! Но ныне, однако, и они переменили языческую и безбожную веру, в которой пребывали прежде, на чистую и неподдельную религию христиан,…  И при этом столь воспламенило их страстное стремление и рвение к вере… что приняли они у себя епископа и пастыря и с великим усердием и старанием встречают христианские обряды».

Фотий не называл имён предводителей росов, по версии летописца «Повести временных лет» набег совершали варяги Аскольда и Дира. Как предполагают историки, эти же варяги и приняли христианство вскоре после успешного похода на Византию. Когда русь во главе с князем Игорем вновь осадила Константинополь в 941 году, византийцы уже идентифицировали воинственный народ. Продолжатель Феофана сообщает: «На десяти тысячах судов приплыли к Константинополю росы, коих именуют также дромитами, происходят же они из племени франков» К франкам византийцы относили всех жителей северо-западной Европы. В описании набега на Константинополь 860 года тот же продолжатель Феофана называл русов «скифским племенем, необузданным и жестоким». В византийских сочинениях с X века название скифы или тавроскифы прочно утвердилось за русскими как некоторый эквивалент понятию — варвары с северных берегов Чёрного моря.
Наиболее подробные сведения о русах и устройстве их государства оставил в своём сочинении «Об управлении империей», написанном около 950 года, византийский император Константин Багрянородный.

«…Зимний же и суровый образ жизни тех самых росов таков. Когда наступит ноябрь месяц, тотчас их архонты выходят со всеми росами из Киава и отправляются в полюдия, что именуется „кружением“, а именно — в Славинии вервиано, другувитов, кривичей, севернее и прочих славян, которые являются пактиотами росов. Кормясь там в течение всей зимы, они снова, начиная с апреля, когда растает лед на реке Днепр, возвращаются в Киав. Потом так же, как было рассказано, взяв свои моноксилы, они оснащают [их] и отправляются в Романию».

В июне росы с товарами и рабами сплавляются вниз по Днепру до Чёрного моря, причём названия днепровских порогов перечислены Константином на двух языках: «по-росски и по-славянски», причём «росские» названия имеют достаточно чёткую древнескандинавскую этимологию (см. таблицу в статье Норманизм). Другую этимологию, основанную на иранских наречиях, предложил в 1985 году М. Ю. Брайчевский, основываясь на факте длительного проживания в регионе ираноязычного населения. В устье Днепра, на острове, росы отдыхают перед выходом в море: «совершают свои жертвоприношения, так как там стоит громадный дуб: приносят в жертву живых петухов, укрепляют они и стрелы вокруг [дуба], а другие — кусочки хлеба, мясо и что имеет каждый, как велит их обычай».

### Западноевропейские источники
Первое надёжно датируемое известие о руси содержится в Бертинских анналах и относится к 839 году, то есть к периоду более раннему, чем описан в древнерусских летописях.
В анналах сообщается о посольстве византийского императора Феофила к императору Людовику Благочестивому 18 мая 839 года. С византийским посольством были посланы некие люди, которым Феофил просил оказать содействие в возвращении на родину:

«Он также послал с ними тех самых, кто себя, то есть свой народ называли Рос, которых их король, прозванием каган, отправил ранее ради того, чтобы они объявили о дружбе к нему [Феофилу], прося посредством упомянутого письма, поскольку они могли [это] получить благосклонностью императора, возможность вернуться, а также помощь через всю его власть. Он [Феофил] не захотел, чтобы они возвращались теми [путями] и попали бы в сильную опасность, потому что пути, по которым они шли к нему в Константинополь, они проделывали среди варваров очень жестоких и страшных народов.
Очень тщательно исследовав причину их прихода, император [Людовик] узнал, что они из народа свеонов (eos gentis esse Sueonum), как считается, скорее разведчики, чем просители дружбы того королевства и нашего, он приказал удерживать их у себя до тех пор, пока смог бы это истинно открыть».

Текст «Баварского географа» даёт сведения по этногеографии Восточной Европы. В этом контексте названы Кациры (хазары) с их 100 городами, Руцци (Ruzzi — русь), неясные славянские племена — Форсдерен лиуды, Фреситы, Серавицы, Луколане; затем — Унгаре (этникон, обозначающий венгров, дан в славянизированной передаче), Висляне — польское племя в бассейне Вислы — и другие западные славянские племена. Народ Руцци, по мнению А. В. Назаренко, отражает какое-то этническое или политическое образование под названием «русь», по мнению В. Я. Петрухина — народ русь, являвшийся скандинавами. Учёные датируют «Баварский географ» периодом между 829 и 850 годами, некоторые исследователи — второй половиной IX века. Эти датировки согласуются с данными о присутствии скандинавов в Восточной Европе. Если источник был написан во второй половине IX века, он может отражать соседство хазар с русью, которая уже захватила Киев.
Украинско-американский историк О. И. Прицак, в целом придерживавшийся норманской теории, считал, что название «Русь» произошло от кельтско-латинского названия местности «Рутениси», которое во Франции изменилось в «Руси», а в средней Германии — в «Рузи».
В Раффельштеттенском таможенном уставе (около 905 года) упомянуты руги как вид славян. Некоторые историки полагают, что речь идёт о русских купцах на среднем Дунае во времена Вещего Олега. Другие полагают, что речь идёт о придунайских славянах, населявших земли, где в V веке обитало германское племя ругов.
Описание русов приводит Лиутпранд Кремонский, посол итальянского короля Беренгария в Византию в 949 году. Описывая разгром флота Игоря Рюриковича в 941 году, он замечает:

«В северных краях есть некий народ, который греки по его внешнему виду называют Ρουσιος, русиос, мы же по их месту жительства зовём норманнами. Ведь на тевтонском языке „норд“ означает „север“, а „ман“ — „человек“; отсюда — „норманны“, то есть „северные люди“. Королём этого народа был [тогда] Ингер...».

Согласно «Хронике земли Прусской» брата-священника Тевтонского ордена XIV века Петра из Дусбурга, река Мемель (Неман) отделяла Русь, Литву и Куронию от Пруссии.

### Арабо-персидские источники
Географы Арабского халифата составляли систематические описания земель вокруг своих границ. Восточный мир вначале узнал о русах (арабск. ар-рус) как о купцах. С конца IX века прикаспийские государства становятся объектом их набегов. Не отмечено, чтобы кто-нибудь из арабоязычных авторов в IX—X веках бывал на Руси. Их сведения почерпнуты из личных наблюдений за купцами-русью, слухов и более ранних трудов. Славян арабы называли ас-Сакалиба. У некоторых авторов это слово употреблялось в расширенном смысле, обозначая всех обитателей лесной полосы Восточной Европы безотносительно к их языковой и этнической принадлежности (в частности, Ибрагим ибн Якуб именовал так славяноязычных чехов и поляков, Аль-Масуди — германоязычных саксов, Ибн Фадлан — тюркоязычных волжских булгар).
Начальник почт у багдадского халифа Ибн Хордадбех — автор самого раннего из сохранившихся до наших дней арабских географических трактатов, упоминает в середине IX века в «Книге путей и стран» современное ему племя ар-рус:

«Если говорить о купцах ар-Рус, то эти из славян. Они доставляют заячьи шкурки, шкурки чёрных лисиц и мечи от самых отдалённых славян к Румийскому морю. Владетель ар-Рума берёт с них десятину. Если они сплавляются от славян по реке Танис, то проезжают Хамлидж, город хазар. Их владетель также берёт с них десятину. Затем они отправляются по морю Джурджан и высаживаются на любом берегу… Иногда они везут товары от Джурджана до Багдада на верблюдах. Переводчиками у них славянские слуги-евнухи. Они утверждают, что они христиане и платят мусульманам подушную подать».

Ибн Хордадбех оказался единственным автором из арабского мира, связавшим русь и славян вместе, считая, что «если говорить о купцах ар-Рус, то это одна из разновидностей (джине) славян.» Другие авторы описывают их отдельно. Впрочем, уже Ибн аль-Факих в X веке, пользовавшийся трактатом Ибн Хордадбеха, не выделял славян из массы купцов-русов.
Ретроспективно русы упомянуты исламским историком Ат-Табари в «Истории пророков и царей» (закончена в 914 году) при описании событий 644 года, когда правитель Дербента Шахрияр сообщал правителю арабов:

«Я нахожусь между двумя врагами: один — хазары, а другой — русы, которые суть враги целому миру, в особенности же арабам, а воевать с ними, кроме здешних людей, никто не умеет. Вместо того, чтобы платить дань, будем воевать с русами сами и собственным оружием, и будем удерживать их, чтобы они не вышли из своей страны».

Историки критически подходят к этому документу, так как сведения Табари дошли до нас в персидском переводе Балами. Востоковед А. Я. Гаркави прямо отмечает, что практически невозможно отделить наслоения персидского переводчика от сведений самого Табари, который жил во времена набегов русов на его родные края в Табаристане (часть современного Ирана). Ас-Салиби, современник Балами (X век), также утверждал, что двойная стена Дербента, возведённая персидским шахом Хосровом I Ануширваном (531—579), была предназначена для защиты от хазар и русов.
Мухаммад ибн Исфендиар, персоязычный автор начала XIII века, в «Истории Табаристана» сообщает о появлении русов на южном побережье Каспия во второй половине IX века:

«Прежде того [909 года] они [русы] были здесь [в Абаскуне] при Хасане ибн-Зайде [864—884], когда русы прибыли в Абаскун и вели войну, а Хасан Зайд отправил войско и всех перебил».

Арабский путешественник Ибн Фадлан, посетивший Волжскую Булгарию (922) и встретивший там купцов-русов, оставил уникальное описание внешнего вида и обычаев русов, а также обряда кремации знатного руса в ладье, совпадающее с погребальным обычаем викингов:

«Я видел русов, когда они прибыли по своим торговым делам и расположились у реки Атиль. Я никого не видал, более совершенного телом. Они стройны, белокуры, краснолицы и белотелы. Не носят курток и кафтанов, но их мужчины носят кису, которой охватывают один бок, так что одна рука остаётся снаружи. Каждый из них имеет топор, меч и нож, и со всем этим он не расстаётся. Мечи их плоские, бороздчатые, франкские. Иные из них изрисованы от края ногтей и до шеи деревьями и всякими изображениями…

Дирхемы русов [деньги] — серая белка без шерсти, хвоста, передних и задних лап и головы, [а также] соболи… Ими они совершают меновые сделки, и оттуда их нельзя вывезти, так что их отдают за товар, весов там не имеют, а только стандартные бруски металла…

Собирается их в одном доме десять или двадцать, — меньше или больше. У каждого скамья, на которой он сидит, и с ним девушки-красавицы для купцов. И вот один совокупляется со своей девушкой, а товарищ его смотрит на него. И иногда собирается группа из них в таком положении один против другого, и входит купец, чтобы купить у кого-либо из них девушку, и наталкивается на него, сочетающегося с ней. Он же не оставляет её, пока не удовлетворит своего желания…

В обычае царя русов, что вместе с ним в его высоком замке всегда находятся четыреста мужей из его витязей, к нему приближённых… С каждым из них девушка, которая служит ему, моет ему голову и приготовляет ему то, что он ест и пьёт, и другая девушка, которой он пользуется как наложницей в присутствии царя. Эти четыреста сидят, а ночью спят у подножья его ложа…

Если двое ссорятся и спорят, и их царь не может их примирить, он решает, чтобы они сражались друг с другом на мечах, и тот, кто победит, тот и прав».

Арабский географ персидского происхождения Ибн Русте составил между 900-ми и 920-ми годами компиляцию сведений от разных авторов. Там же он поведал о русах:

«Что касается до Русии, то находится она на острове, окружённом озером. Остров этот, на котором живут они, занимает пространство трёх дней пути: покрыт он лесами и болотами; нездоров и сыр до того, что стоит наступить ногою на землю, и она уже трясётся по причине обилия в ней воды. 

Они имеют царя, который зовётся хакан-Рус. Они производят набеги на славян, подъезжают к ним на кораблях, высаживаются, забирают их в плен, отвозят в Хазран и Булгар и продают там. Пашен они не имеют, а питаются лишь тем, что привозят из земли славян. 

Когда у кого из них родится сын, то он берёт обнажённый меч, кладёт его пред новорождённым и говорит: „не оставлю тебе в наследство никакого имущества, а будешь иметь только то, что приобретёшь себе этим мечом“. Они не имеют ни оседлости, ни городов, ни пашен; единственный промысел их — торговля соболями, беличьими и другими мехами, которые и продают они желающим; плату же, получаемую деньгами, завязывают накрепко в пояса свои…

Есть у них знахари, из коих иные повелевают царю, как будто они начальники их [русов]. Случается, что приказывают они приносить в жертву их божеству, что ни вздумается им: женщин, мужчин и лошадей, а уж когда приказывают знахари, не исполнить их приказание нельзя никоим образом. Взяв человека или животное, знахарь накидывает ему петлю на шею, вешает жертву на бревно и ждёт, пока она не задохнётся, и говорит, что это жертва богу…
Они храбры и дерзки. Когда нападают на другой народ, то не отстают, пока не уничтожат его весь. Женщинами побеждённых сами пользуются, а мужчин обращают в рабство. Они высокорослы, имеют хороший вид и смелость в нападениях; но смелости этой на коне не обнаруживают, а все свои набеги и походы совершают на кораблях. Шаровары носят они широкие: сто локтей материи идёт на каждые. Надевая такие шаровары, собирают они их в сборки у колен, к которым затем и привязывают».

Арабский путешественник Аль-Масуди в 940-х годах оставил заметки о русах, основанные на рассказах жителей Табаристана и других прикаспийских стран. Он достаточно подробно рассказал о неудачном походе русов на Каспий в 913 году, но о самих русах написал немного:

«Что касается язычников в [хазарском] государстве, то среди них есть сакалиба и русы, которые живут на одном конце этого города [Итиля]. Они сжигают своих мертвецов вместе с их конями [букв.: животными], утварью и украшениями. Когда умирает мужчина, его жену заживо сжигают вместе с ним, но если умирает женщина, то мужа не сжигают. Если кто-нибудь умирает холостым, его женят посмертно, и женщины горячо желают быть сожжёнными, чтобы с душами мужей войти в рай […] Русы и саклабы, которые, как мы уже говорили, язычники, [также] служат в войске царя [хазар] и являются его слугами.[…]
Русы — громадное племя; они не подчиняются никакому царю и никакому закону…
 Русы состоят из многочисленных племён разного рода. Среди них находятся ал-лудзгана, которые наиболее многочисленны и с торговыми целями постоянно посещают страны Андалус, Рим, Константинополь и страну хазар».

Багдадский книжник Ибн Мискавейх описал подробно набег русов на прикаспийский город Бердаа в 944—945 году. Там он дал некоторое описание русов, какими их запомнили местные жители:

«Народ этот могущественный, телосложения крупного, мужества большого, не знают они бегства, не убегает ни один из них, пока не убьёт или не будет убит. В обычае у них, чтобы всякий носил оружие… Сражаются они копьями и щитами, опоясываются мечом и привешивают дубину и оружие, подобное кинжалу. И сражаются они пешими…

Когда умирал один из них [русов], хоронили его, а вместе с ним его оружие, платье и жену или какую другую из женщин, и слугу его, если он любил его, согласно их обычаю…
После того как дело русов погибло, потревожили мусульмане могилы их и извлекли оттуда мечи их, которые имеют большой спрос и в наши дни, по причине своей остроты и своего превосходства».

Арабский путешественник Ибн Хаукаль писал около 977 года, но для описания немусульманских народов использовал более ранние источники. Часть его заметок о русах восходит к сочинениям 920-х годов географа ал-Балхи:

«Русов три группы. Группа, ближайшая к Булгару, и царь их в городе, называемом Куйаба, и он больше Булгара. И группа самая высшая (главная) из них, называют её ас-Славийа, и царь их в городе Салау, (третья) группа их, называемая ал-Арсанийа, и царь их сидит в Арсе, городе их. […] Русы приезжают торговать в Хазар и Рум. Булгар Великий граничит с русами на севере. Они (русы) велики числом и уже издавна нападают на те части Рума, что граничат с ними, и налагают на них дань.
[…]
Некоторые из русов бреют бороду, некоторые же из них свивают её наподобие лошадиной гривы [заплетают в косички] и окрашивают её жёлтой (или чёрной) краской».

Географический трактат «Худуд ал-Алам» («Книга о пределах мира от востока к западу») был составлен неизвестным персидским автором в 982 году на основе более ранних сочинений. Его заметки о стране русов восходят к арабским трудам IX и X веков:

«Это обширная страна, и жители её злонравны, непокорны, имеют надменный вид, задиристы и воинственны. Они воюют со всеми неверными, живущими вокруг них, и выходят победителями. Властитель их называется Рус-каган […] Среди них проживает часть славян, которые прислуживают им […] Они носят шапки из шерсти с хвостами, спадающими сзади на их шеи […] Куйаба — это город русов, расположенный ближе всего к землям ислама. Это приятное место и место пребывания [их] властителя. Оно производит меха и ценные мечи. Сълаба — приятный город, из которого всегда, когда царит мир, выходят они для торговли в области Булгара. Уртаб — город, в котором убивают чужеземцев всегда, когда они посещают его. Он производит весьма ценные клинки и мечи, которые можно согнуть вдвое, но как только руку убирают, они возвращаются в прежнее положение».

### Хазарские источники
Источники, происходящие из ближайшего южного соседа Руси — Хазарского каганата также содержат современные сведения, отражающие непростые отношения двух стран.
В письме анонимного хазарского автора (около 950) упоминается «царь руси» «H-l-g-w», и описывается война Руси с Хазарией и Византией (в последнем случае речь идёт о походе 941 года).

«Роман [византийский император] [злодей послал] также большие дары X-л-гу, царю Русии, и подстрекнул его на его (собственную) беду. И пришёл он ночью к городу С-м-к-раю [Самкерц] и взял его воровским способом, потому что не было там начальника […] И стало это известно Бул-ш-ци, то есть досточтимому Песаху […] И оттуда он пошёл войною на X-л-га и воевал… месяцев, и Бог подчинил его Песаху. И нашёл он… добычу, которую тот захватил из С-м-к-рая И говорит он: „Роман подбил меня на это“. И сказал ему Песах: „Если так, то иди на Романа и воюй с ним, как ты воевал со мной, и я отступлю от тебя. А иначе я здесь умру или (же) буду жить до тех пор, пока не отомщу за себя“. И пошёл тот против воли и воевал против Кустантины [Константинополя] на море четыре месяца. И пали там богатыри его, потому что македоняне осилили [его] огнём. И бежал он, и постыдился вернуться в свою страну, а пошёл морем в Персию, и пал там он и весь стан его».

Выдержка из письма хазарского царя Иосифа около 960 года отражает ситуацию непосредственно перед разгромом каганата Святославом:

«Я охраняю устье реки [Волги] и не пускаю русов, приходящих на кораблях, приходить морем, чтобы идти на исмаильтян, и [точно так же] всех врагов [их] на суше приходить к „Воротам“ [Дербенту]. Я веду с ними [русами] войну. Если бы я их оставил [в покое] на один час, они уничтожили бы всю страну исмаильтян до Багдада».

В этом же документе среди данников хазарского царя упоминаются славяне.

## Археологические свидетельства
Археологические исследования подтверждают факт больших социально-экономических сдвигов в землях восточных славян и фиксируют в IX веке проникновение в их среду жителей Балтийского бассейна. На севере (Новгородские земли) скандинавское влияние отмечается раньше и носит существенно более заметный характер, чем на юге (Киев). В целом результаты археологических исследований не противоречат преданию «Повести временных лет» о призвании варягов в 862 году.

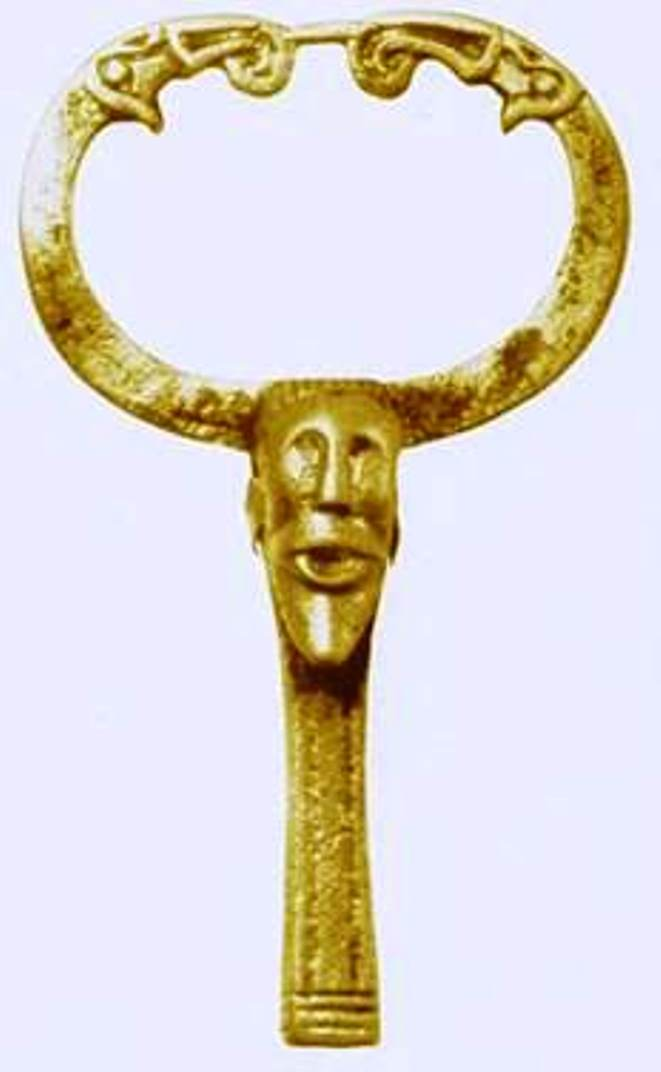
«Поющий Один» из скандинавского производственного комплекса Старой Ладоги VIII века. Навершие несохранившегося предмета. Стилистически связан с искусством Скандинавии вендельской эпохи

Находки скандинавских предметов, рассеянные на большой территории в юго-восточном Приладожье, в округе Владимира, Суздаля и Ярославля, связаны с небольшими сельскими памятниками. Самые крупные из них (Тимерёво, Михайловское, Петровское) расположены недалеко от Ярославля, в 10—12 км от Волги. Значительную часть населения здесь составляли скандинавы. Обилие скандинавских древностей в Восточной Европе невозможно объяснить лишь дальними путешествиями и транзитной торговлей выходцев из Скандинавии, тем более часть находок происходит из мест, существенно удалённых от магистральных путей. Скандинавские археологические древности свидетельствуют о большой миграционной волне из Скандинавии в Восточную Европу, в основном с территории Средней Швеции. Эта миграция определялась суровыми природными условиями Скандинавии, небольшим количеством земель, пригодных для земледелия (к территории будущей Руси, напротив, относится летописная фраза «земля наша велика и обильна»).
На рубеже VI—VII веков по течению Волхова на месте будущей Любшанской каменной крепости возникает деревянный острог финно-угорских племён. Ряд находок свидетельствуют о том, что поселение было включено в систему контактов между Прикамьем, Южным Приладожьем, Финляндией и Средней Швецией. Обнаружение этого раннего поселения дополнительно свидетельствует, что контакты со скандинавами были начаты финно-угорским населением, а славяне включились в них позднее.
В VIII веке по течению Волхова основываются два населённых пункта. В начале VIII века на месте финского острога строится каменно-земляная Любшанская крепость, истоки фортификационных традиций которой восходят к славянам Центральной Европы. В 2 км к югу от неё в первой половине 750-х годов на другом берегу Волхова появляется скандинавское (по мнению Е. А. Рябинина — готландское) поселение Ладога (др.-сканд. Aldeigjuborg; в частности, фиксируются следы скандинавского производства VIII века). В 760-х годах жизнь скандинавской колонии обрывается. Население Ладоги вплоть до конца 830-х годов становится преимущественно славянским (предположительно кривичи). В конце 830-х годов Ладога сгорает и примерно до 865 года значительная часть поселения превращается в пустырь. Состав населения снова сменяется. Теперь в Ладоге чётко прослеживается заметное присутствие скандинавской военной элиты (скандинавские мужские воинские захоронения, «молоточки Тора» и т. д.). Между 863 и 871 годами (около 865) поселение вновь подвергается тотальному разгрому, сопровождавшемуся мощнейшим пожаром.
В 2008 и 2010 годах на острове Сааремаа (Эстония) были обнаружены остатки двух кораблей со скелетами и скандинавским погребальным инвентарём. Находки датируются временем около 750 года и включают захоронения 41 воина, погибшего в бою, в том числе представителей военной аристократии и их дружинников.
К середине IX века археологи относят возникновение Рюрикова городища, рядом с которым в 930-х годах появились три поселения (кривичи, словене и финно-угры), позднее слившихся в Новгород. Характер поселения в Рюриковом городище позволяет отнести его к военно-административному центру с ярко выраженной скандинавской культурой в ранних слоях, причём не только воинской, но и бытовой (то есть жили семьями). Начиная со второй половины IX века Русь покрывается сетью городов (городище в Гнёздово под Смоленском, Сарское городище под Ростовом, Тимерево под Ярославлем), где чётко прослеживается присутствие варяжской военной элиты. Эти поселения обслуживали торговые потоки с Востоком, в то же время служили центрами колонизации среди славянских и прочих племён. Скандинавы присутствовали среди основателей первых усадеб Новгорода в 930—950-х годах. Распределение скандинавских артефактов на территории города свидетельствует о свободном расселении скандинавов и их престижных позициях в социальной топографии.
Ибн Фадлан в деталях описал характерный для скандинавов обряд захоронения знатного руса сжиганием в ладье с последующим возведением кургана. Могилы такого типа обнаружены под Ладогой и более поздние в Гнёздово. Способ захоронения вероятно возник в среде выходцев из Швеции на Аландских островах и позднее с началом эпохи викингов распространился на Швецию, Норвегию, побережье Финляндии и проник на территорию будущей Киевской Руси.
В 780-х возник Волго-Балтийский торговый путь — первые находки арабских серебряных дирхемов датируются этим десятилетием (древнейший клад в Ладоге датируется 786 годом). Число ранних кладов (до 833 года) на территории будущей Новгородской земли сильно превышает количество аналогичных кладов в Скандинавии, то есть изначально Волго-Балтийский путь обслуживал местные потребности. Ладога стала ключевым городом, через который проходил поток арабского серебра в Европу. Один из ранних кладов, найденных в Петергофе (младшая монета датируется 805 годом), содержит большое количество надписей-граффити на монетах, по которым стало возможным определить этнический состав их владельцев. Среди граффити единственная надпись на греческом языке (имя Захариас), скандинавские руны и рунические надписи (скандинавские имена и магические знаки), тюркские (хазарские) руны и арабские граффити.
Археологические исследования начала XXI века в Верхневолжском регионе демонстрируют наличие захоронений мужчин и женщин IX—X веков, обладавших высоким социальным статусом, а также предметами материальной культуры, в значительной степени соответствующей культуре Скандинавии, хотя это сходство уменьшается по мере удаления от Волги и ниже по её течению. Эти находки рассматриваются как ещё одно подтверждение скандинавского характера древнерусской элиты. Масштабы миграции скандинавов на Русь остаются неясными, но археологические исследования свидетельствуют, что значительное количество свободных скандинавских земледельцев проживало в Верхнем Поволжье.

## Язык
По мнению лингвиста А. В. Циммерлинга, имена варягов в списке послов и примкнувших к ним лиц указывают на достаточно поздние фонетические процессы, большинство из которых отражают восточно-скандинавские диалектные черты.
Согласно лингвисту С. Л. Николаеву, большая часть летописных варяжско-русских имён (в том числе в текстах договоров с греками) отражает фонетику северогерманского диалекта (названного учёным континентальным северогерманским языком), отдельного от древнескандинавского языка, но близкого к нему. Эта фонетика заметно отличается от фонетики древнедатского, древнешведского и древнесеверного (древненорвежского и древнеисландского) языков, но в целом восходит к прасеверогерманской и отражает северогерманские инновации. Она имеет архаические черты, свидетельствующие о более раннем отделении диалекта от древнесеверогерманского (древнескандинавского) языка, чем разделение остальных северогерманских языков на восточную (шведско-датскую) и западную (норвежско-исландскую) и гутническую группы. По Николаеву, на континентальном северогерманском диалекте в конце 1-го тысячелетия говорили скандинавы, осевшие в Новгородской земле, в основном составлявшие до XIII века варяжскую часть дружины русских князей. Им также, возможно, пользовались скандинавы, осевшие в Смоленской земле (в Гнёздово северогерманское население непрерывно существовало с Х по XII века, его жители постепенно славянизировались в среде смоленских кривичей) и скандинавы древнего Пскова, откуда происходит варяжка княгиня Ольга, имя которой также анализируется как континентальное северогерманское. Предполагается, что континентальный северогерманский диалект сформировался на территории будущей Руси в «гардах» (в «варяжских слободах»), заселённых выходцами из Скандинавии в VIII—IX веках. Наряду с именами, отражающими фонетику континентального северогерманского диалекта, в летописях представлены имена с фонетикой восточно- или западноскандинавской групп. Как правило, такие имена фонетически являются восточношведскими и древнесеверными. Так, судя по узкому рефлексу северогерманского праязыка *œ̄, древнешведскую форму Rȳrik это имя имело в среднешведских (уппландских) диалектах.

## Экономика
Арабские авторы писали, что русы живут исключительно грабежом и не возделывают землю. С середины VIII века скандинавы-русы образовали правящую военную и торговую элиту в поселениях на берегах Волги, Днепра и Дона, при том, что большинство населения там составляли местные народы — славяне или финны. Поселения («города») становились опорными пунктами, откуда скандинавы-русы совершали набеги на славянские и финские племена, с которых брали дань рабами и мехами, находившими большой спрос у греков и арабов.

## Идентичность и формирование восточнославянского народа
Русско-византийский договор 911 года впервые эксплицитно манифестирует этнополитическую самоидентификацию народа руси. Русь в договоре чётко противопоставляется ромеям, в старославянском переводе названым «христианами» и «греками». Договор упоминает место расселения руси — «Русская земля» (ст.‑слав. Рус(ь)кая земьля или Рѹсь), которая противопоставлена «Греческой земле» (Грѣцькая земьля), и подразумевает существование границ этих земель. Договор 944 года в целом свидетельствует о сформировавшемся народе, который обладал выраженной идентичностью, сложной социальной структурой и сформировавшейся территориально-политической организацией.
Русь 970-х годов — середины XI века была вполне сложившимся по средневековым меркам народом, обладавшим выраженной идентичностью и определённым набором форм демонстрации этнополитического и этнокультурного единства. Группы и отдельные представители этого народа были весьма активны в военном и торговом плане, однако нет оснований рассматривать эту общность как некую «торговую корпорацию», как группу профессиональных воинов («дружину») или только как представителей военно-административного окружения Рюриковичей. Более того, в течение второй половины X — начала XI века профессиональный военно-торговый компонент в структуре саморепрезентации руси убывает и замещается новой этничностью, которая конструировалась на основе восточнославянского языка, принадлежности к христианской вере и проживания на определённой территории.
К середине X века русь широко распространилась по Восточно-Европейской равнине. С течением времени полития Рюриковичей ликвидировала и ассимилировала другие группы руси на подчинённой ей территории и начала восприниматься с точки зрения внешних наблюдателей как единственная страна руси — Русская земля. В середине — первой половине X века этноним «русь» постепенно стал обозначать жителей именно этого территориально-политического образования. К середине XI века относится консолидация и окончательная самоидентификация руси в качестве отдельного «нового» христианского народа, обладающего самосознанием своей общности. Этот народ стал объединением части балтийских и финно-угорских и большей части восточнославянских племён.
Историк Эндрю Уилсон указывает на неточность перевода земли Руси («Руская земля») из «Слова о полку Игореве» как просто «русская земля», так как это приводит к неверному предположению, что народ Русь — это просто ранние средневековые русские.

## Генетические исследования
Исследования, проводившиеся начиная с 2006 года, показали устойчивое разделение потомков Рюрика по гаплогруппам: Мономаховичи показали гаплогруппу N1c1, распространённую в Северной Европе и в Сибири. В частности, её частота достигает 60 % у финнов и около 40 % у латышей и литовцев. В северных русских популяциях встречаемость этой гаплогруппы также довольно высока (около 30 %), максимальное значение выявлено у населения Мезени. Потомки Ольговичей показали R1a. Как бы то ни было, Мономаховичам удалось оттеснить Ольговичей от великого княжения в ходе междоусобных войн, одним из предлогов к которым служило обвинение Ольговичей в незаконнорождённости. Есть версия о неверности Ярославу Мудрому его жены Ингегерды (Ирины), о «тайной любви» которой к святому Олафу гласят скандинавские саги — именно в результате этой любви, предположительно, появился Всеволод Ярославич, отец Владимира Мономаха (Ингегерда и Олаф встречались в 1029 годы, во время поездки Олафа на Русь; Всеволод же родился в 1030 году).

### Комментарии
1. ↑  «В лѣто 6420. Посла Олегъ мужи свои … от рода рускаго — Карлы, Инегелдъ, Фарлофъ, Веремудъ, Рулавъ, Гуды, Руалдъ, Карнъ, Фрелавъ, Рюаръ, Актеву, Труанъ, Лидуль, Фостъ, Стемиръ, иже послани от Олга, великаго князя рускаго…». Из 15 имён послов «от рода рускаго» два финских, остальные имеют скандинавское происхождение (древнескандинавский вариант приведён в скобках): Карлы (Karli), Инегелдъ (Ingjaldr), Фарлофъ (Farulfr), Веремудъ (Vermu(n)dr), Рулавъ (Rollabʀ), Гуды (Góði), Руалдъ (Hróaldr), Карнъ (Karn), Фрелавъ (Friðláfr), Рюаръ (Hróarr), Актеву (фин.), Труанъ (Þrándr), Лидуль (фин.), Фостъ (Fastr), Стемиръ (Steinviðr).
2. ↑  «Мы от рода рускаго слы и гостье: Иворъ, солъ Игоревъ, великаго князя рускаго, и обьчии сли: Вуефастъ Святославль, сына Игорева, Искусеви Олгы княгыня, Слуды Игоревъ, нетий Игоревъ, Улѣбъ Володиславль, Каницарь Предславинь, Шигобернъ Сфандръ, жены Улѣбовы, Прастенъ Турдуви, Либиарь Фастов, Гримъ Сфирковъ, Прастѣнъ Якунъ, нетий Игоревъ, Кары Тудковъ, Каршевъ Тудоровъ, Егри Ерлисковъ, Воистовъ Иковъ, Истръ Яминдовъ, Ятьвягъ Гунаревъ, Шибьридъ Алдань, Колъ Клековъ, Стегги Етоновъ, Сфирка, Алвадъ Гудовъ, Фудри Тулбовъ, Муторъ Утинъ, купѣць Адунь, Адолбъ, Ангивладъ, Улѣбъ, Фрутанъ, Гомолъ, Куци, Емигъ, Турьбридъ, Фурьстенъ, Бруны, Роалъдъ, Гунастръ, Фрастенъ, Инъгелдъ, Турбернъ и другий Турбернъ, Улѣбъ, Турбенъ, Моны, Руалдъ, Свѣнь, Стиръ, Алданъ, Тилий, Апубкарь, Свень, Вузелѣвъ, и Синько биричь, послании от Игоря, великаго князя рускаго, и от всея княжья и от всѣх людий Руское земли».
3. ↑  Автор схолий к сочинению Аристотеля «О небе» неизвестен. Его часто путают с ритором конца IV века Фемистием, который написал схолии к другим сочинениям Аристотеля. Не исключено, что аноним жил в IX—X веках, так как использовал этноним «арабы» (вместо сарацины), крайне редко использовавшийся греками в IV—VII веках
4. ↑  Датировка набега 813 годом неверна, так как привязана к эдикту императора Михаила. Данный эдикт о замужестве вдов за иностранных христиан был выпущен императором Феофилом, и набег мавров имел место около 828 года.
5. ↑  Написана в двух редакциях: около 847 года и до 886 года, текст о русах есть в обеих.
6. ↑  Слово лудзгана восстанавливается как ладожане или урмане (норманы).